# Ctenotus serventyi
Ctenotus serventyi är en ödleart som beskrevs av  Storr 1975. Ctenotus serventyi ingår i släktet Ctenotus och familjen skinkar. Inga underarter finns listade i Catalogue of Life.